# Казанский собор (Алма-Ата)
Собор в честь иконы Божией Матери «Казанская» (каз. Қазандық Құдай Анасының белгішесінің құрметіне собор) — собор Астанайской и Алма-Атинской епархии в городе Алма-Ата на улице Халиулина, дом 45А.

## История

### Основание и дореволюционное время

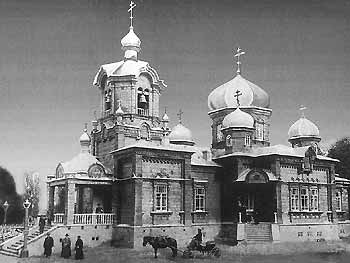
Свято-Казанский храм (1898 г.)

В середине XIX столетия в 1858 году , на пятом году существования Большой алматинской станицы, местные жители построили первую в этих краях церковь – маленькую, деревянную, нареченную во имя святых мучениц Веры, Надежды, Любви и Софии. Именно тогда началась сложная и полная тайн история старейшего и одного из красивейших храмов в Алма-Ате – собора в честь Казанской иконы Божией Матери.
В 1867 году укрепление Верное стало городом, население росло. Назрела необходимость построить более вместительный храм. Возвести собор решили на месте Софийской церкви. Чтобы не лишать жителей богослужений, зодчие прибегли к неординарному решению: старый храм оставили внутри строящегося нового. По завершении работ маленькую церковь по бревнышку перевезли в Малую станицу, собрали заново, поставили на новый фундамент и нарекли Казанско-Богородской церковью.
Казанско-Богородская церковь – это перенесённое бывшее здание церкви Святых мучениц Веры, Надежды, Любови и матери их Софии. Перенос храма на новое место завершили 13 ноября 1871 года. Церковь была освящена в память победы отряда генерала Герасима Колпаковского над кокандцами, одержанной при Узун-Агаче (21 октября 1860 г.).
По воспоминаниям Павла Матвеевича Зенкова:
В станице Большой воздвигнут довольно обширный каменный храм на той же самой площади, где была деревянная церковь, некоторое время остававшаяся во время постройки внутри нового храма. Эта деревянная церковь по-бревнышку, с приданием ей высоты и прочного основания, перенесена теперь в Малую станицу.
22 октября 1872 г., в храмовый праздник явления Казанской иконы Пресвятой Богородицы, преосвященный Софоний сказал Слово «при первом служении в Мало-Алматинской церкви».
Автором строительства Казанского собора однозначно является Павел Матвеевич Зенков, что подтверждается данными из государственного архива Алматы.
В дореволюционное время Свято-Казанский храм дважды пережилм землетрясение в 1887 и 1910 году. В обоих случаях церковь не была разрушена, однако храму потребовалась реконструкция, которая продлилась 10 лет. В 1898 года году Казанская церковь под руководством архитектора Вячеслава Брусенцова приобрела тот облик, который знаком алматинцам сегодня.

### Советское время
Однако самые страшные потрясения для храма произошли после революции, и это были уже не природные катаклизмы.
В 1919 году неустановленные бандиты с особой жестокостью убили иерея Парфения (Красивского), сожгли его заживо на пороге храм, он не захотел отречься от веры, как это требовали они. Группа вооружённых бандитов, называвших себя новой властью, намеревались изгнать верующих и закрыть собор, но прежде потребовали, чтобы отец Парфений публично заявил, что Бога нет. Иерей Парфений вышел на паперть, но вместо этого стал проповедовать перед паствой, за что бандиты облили его керосином и подожгли.

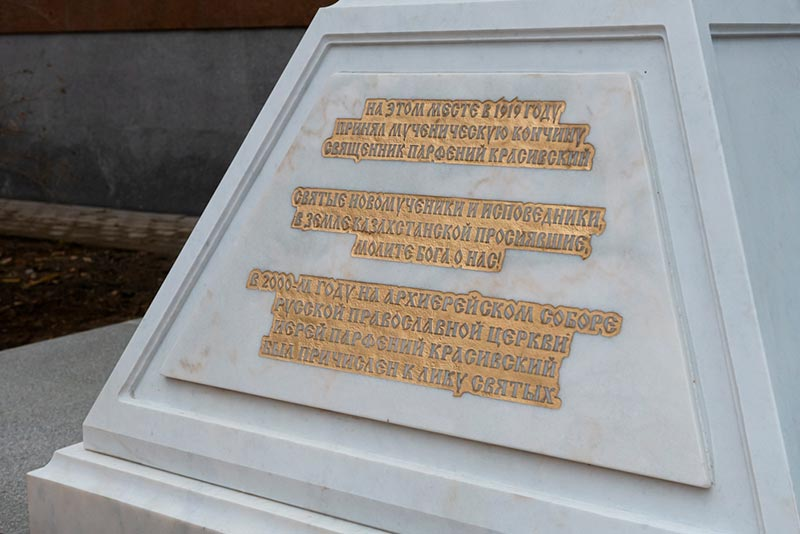
Подпись на поклонном кресте в честь мученического подвига иерея Парфения (Красивского)

В 2000 году юбилейным Архиерейским собором Русской православной церкви был прославлен лике святых новомучеников. На месте его трагической гибели до 1934 года стоял памятный крест, который был утрачен в связи с закрытием Казанского собора при советской власти. Но 25 декабря 2021 года историческая справедливость была восстановлена, и собор обрёл поклонный крест из цельного массива белого мрамора. Он установлен близ места, где принял мученическую смерть священнослужитель Казанского храма – иерей Парфений Красивский. На передней стороне – барельефное изображение распятия Господа Иисуса Христа с предстоящими, внизу надпись церковно-славянским шрифтом:
На этом месте в 1919 году принял мученическую кончину священник Парфений Красивский. Святые новомученики и исповедники, в земле Казахстанской просиявшие, молите Бога о нас! В 2000-м году на Архиерейском Соборе Русской Православной Церкви иерей Парфений Красивский был причислен к лику святых.
В 1925 году храм попытались закрыть, жестоко расправившись со священником Евфимием Круговых и десятью прихожанами, которые выступали против. Колокола с храма сняли по особому указу Иосифа Сталина от 1929 года на общей волне активизации борьбы против религий. В период советской власти территория храма вошла в состав колхоза «Луч Востока». А 22 марта 1934 года постановлением местных органов власти Казанскую церковь закрыли, чтобы сделать там кинотеатр, питейное заведение и клуб для отдыха трудящихся. Использовали здание и под овощехранилище.
Во времена советской власти храм лишился звонницы, четырех куполов вокруг основного барабана. Были утеряны иконы, утрачен старинный иконостас и другие святыни, а также художественная кованая ограда. Храмовая территория сократилась, уступив в свое время место солдатскому летнему клубу-кинотеатру и армейским конюшням.

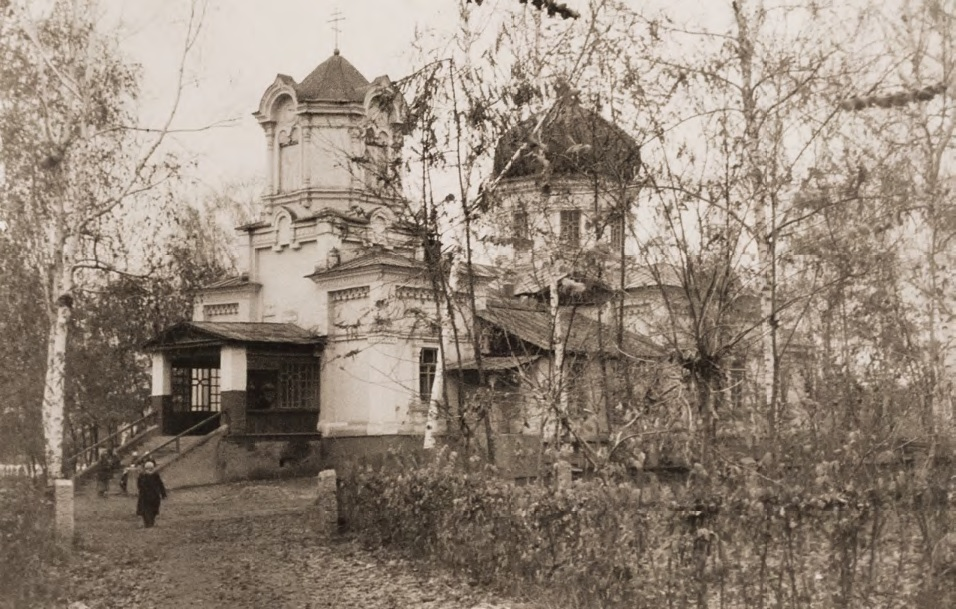
Казанский храм г. Алматы в период 1944-1945 гг.

В конце 1944 года власти разрешили возобновить богослужения в храме. Казанская церковь в те годы оставалась единственной действующей на всю Алма-Ату. Здесь служили выдающиеся церковные деятели. В их числе, митрополит Николай (Могилевский) – страдалец за Христа и возобновитель церковной жизни в Казахстане в трудные послевоенные годы. Единственный действующий тогда в Алма-Ате и прибывший 1 ноября 1945 года архиепископ Николай (Могилевский) первое время служил в Казанском. Храм также стал первым местом служения митрополита Иосифа (Чернова) в чине архиепископа. В период с 1944 по 1946 год Казанский храм стал кафедральным собором и был главным храмом КазССР два года до момента возврата верующим Никольского собора (1946 год).
Колокольный звон был разрешен только в августе 1945 г. постановлением СНК СССР от 22.08.1945 № 2137-546-с, поэтому колокола Казанской церкви никак не могли звучать 16 декабря 1944 г,, даже если они там были.
В 1953 году к основному зданию был пристроен придел в честь великомученика Георгия Победоносца.

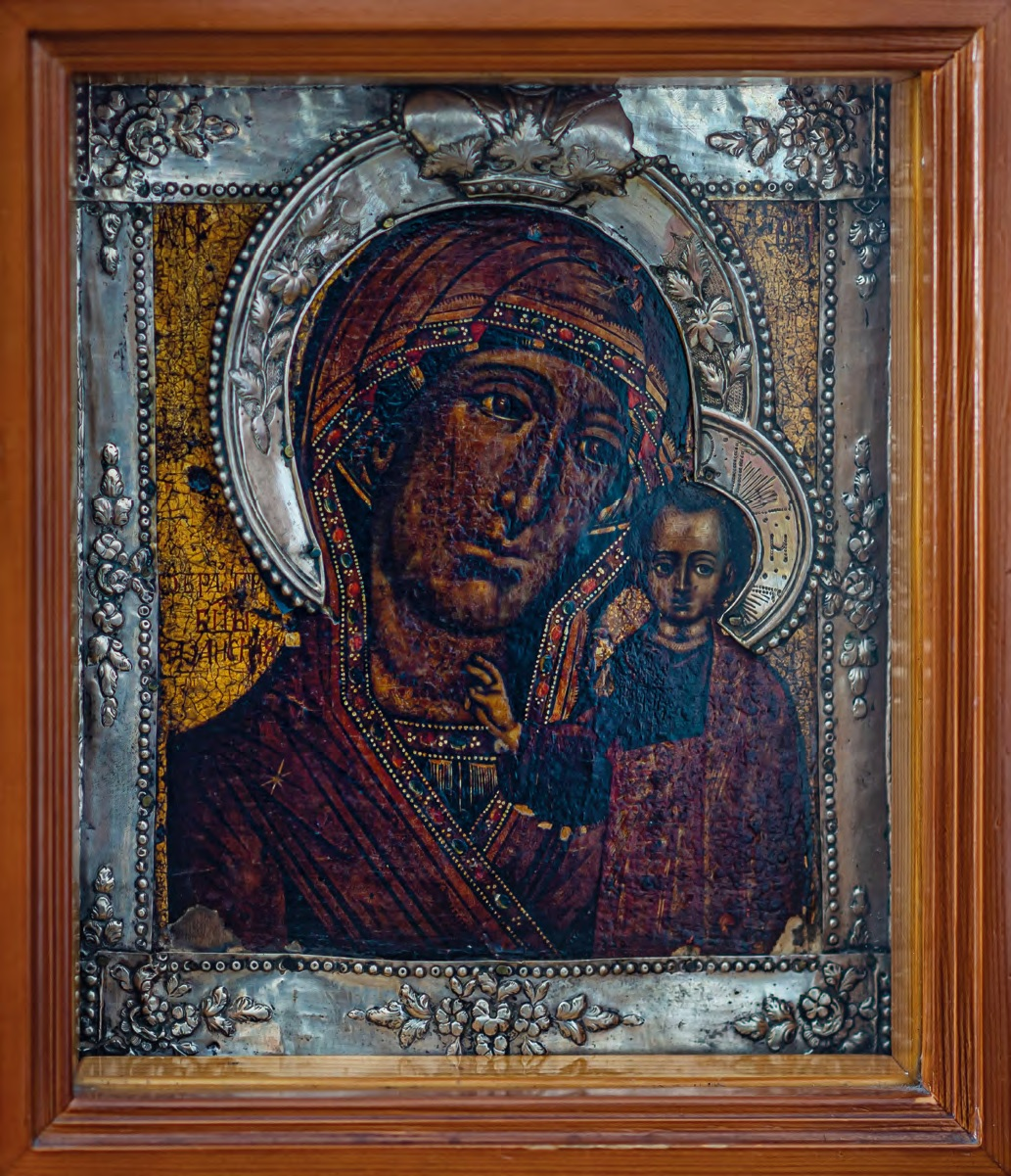
Казанская икона Божией Матери XVII века, переданная Архиепископом Алма-Атинским и Казахстанским Иосифом Черновым Свято-Казанскому собору в 1967 г.

В 1967 году митрополит Иосиф Чернов преподнес в дар храму Казанскую икону Божией Матери – старинный список XVII века. Данный почитаемый образ до сих пор пребывает в Казанском соборе. На оборотной стороне иконы сделана надпись:
По свидетельству ученых археологов СССР – эта святая икона Казанской Богоматери XVII-века, я ее имел как драгоценность и святыню – ныне ее преподношу Казанской Церкви в Алма-Ате, на молитвенную память и в память и утверждение мира в храме, как среди священнослужителей, равно и мирян-тружеников! Помните завет, молитесь Богоматери! 17 июля 1967 г. Алма-Ата. Иосиф, архиепископ Алма-Атинский и Казахстанский.
Казанская икона Божией Матери XVII века, выставленная в Свято-Казанский Соборе Алматы, это один из самых древних и почитаемых списков с чудотворной Казанской иконы Божией Матери, явленным в XVI столетии. Сам подлинник был украден, а возможно и уничтожен в начале XX века во время революционных событий. У верующих сохранилась надежда, что возможно, во времена революции, чтобы спасти святыню, ее вывезли за границу.
26 января 1984 года по Решению исполкома Алма-Атинского городского Совета народных депутатов от 26 января 1984 года № 2/35 «О памятниках истории и культуры Алма-Аты местного значения» здание Казанской церкви было включено в список памятников истории и культуры.

### Позднее советское и постсоветское время
В 1985 году в Алма-Ату вместе с новоназначенным епископом Евсевием (Саввиным) прибыл будущий настоятель Казанского храма – протоиерей Сергий Хмыров. В 1996 году ему было поручено управлять приходом и заниматься восстановлением пришедшего в упадок церковного здания.
Слова отца Сергия Хмырова:
В 1996 году, 25 февраля, в Прощеное воскресенье, было совершено рукоположение на икону Иверской Божией Матери, и я был назначен сюда. Таким образом, моей отправной точкой стала праздничная дата.

Новое окружение, новые обязанности и ответственность – все это было передо мной, когда я приехал сюда. Мы посетили Казанский храм, который, к сожалению, был в запущенном состоянии. Проблема заключалась в том, что начиная с 1968 года этот храм не видел никаких ремонтных работ, а лишь ветшал. Из всех куполов остался только центральный.
Реставрационные работы и благоустройство храма проводились в 1998 году к столетнему юбилею со дня возведения Малостаничного выселка в степень самостоятельной станицы. В 1998 году Казанская церковь получила статус собора.
Вплоть до 2021 году собор находился в аварийном состоянии. В 2021 году его было решено восстановить в первозданном виде. Идея глобальной реконструкции принадлежала митрополиту Астанайскому и Казахстанскому Александру. В тот же год общественным фондом «Апостол» была начата реконструкция. Как вспоминает состояние храма президент фонда «Апостол» Георгий Сосновский:
На этапе, когда мы начинали реконструкцию Казанского храма в 2021 году, был перекрыт проход с улицы Халиуллина, завален бетонными плитами. Все дорожное покрытие находилось в плачевном состоянии, дорога больше походила на мусорную свалку. Не было санитарных условий для прихожан на территории храма. На заднем дворике все было завалено деревяшками и мусором – напротив некрополя. Здание, где сейчас находится администрация и пекарня, находились в аварийном состоянии. Ризная была заброшена, без оборудования для хранения и стирки, трапезная в унылом состоянии со слабо оборудованной кухней. Также в аварийном состоянии было помещение, где находится сейчас Воскресная школа и хозяйственная комната для внутренних мелких ремонтных работ. Полы были с порванным линолеумом, колокольня не работала, всё внутри было покрыто птичьим пометом. Подъем по ветхой лестнице на колокольню был опасен для здоровья, из-за чего десятилетия ми не было возможности обнаружить и очистить книги и иконы, спрятанные там в начале XX века. Плюс ко всему некоторые колокола были плохо закреплены, в них старались не звонить, а последние месяцы под центральный купол не забирались и вовсе. В храме отсутствовали хоры, исторически они были когда-то, но по непонятным причинам уничтожены. Иконная лавка находилась внутри храма, что неприем лемо для собора такого уровня – старейшего в городе. Была заброшенная пекарня, не было отдельного места для настоятеля. Асфальтовое покрытие вокруг церкви и ведущее к нему было в плачевном состоянии, он весь зарос деревьями, от чего был скрыт от глаз прохожих. Входная группа также требовала реконструкции и была неактуальна на тот момент, Георгиевский придел использовался как склад.

Были обновлены паникадила, иконостас. Налажено центральное отопление. Отделка храма ранее была выполнена неверно, под ней дерево начинало преть и соответственно гнить, что недопустимо для деревянной конструкции. Кровля была в жутком состоянии, отсутствовали четыре больших дополнительных купола, которые запечатлены на архивных фотографиях. Малые купола, которые находились рядом с колокольней, были погнуты и кресты смотрели в разные стороны. В общем, Казанский храм находился в плачевном состоянии. Приходило не больше 10-15 человек на службу, которые в основном посещали храм по старой памяти, крестились тут ранее сами. После реконструкции и проделанной работы, в храм вдохнули новую жизнь, которая привнесла за собой радость и удобства для прихожан, священнослужителей и всех гостей этого уникального места
В 2016 году в собор была доставлена для поклонения Чудотворная Казанская икона Пресвятой Богородицы, в честь которой и назван храм.
В августе 2021 года в Казанском храме начали реставрационные работы, которые завершились в декабре 2022 года.

## Обнаружение подземного храма

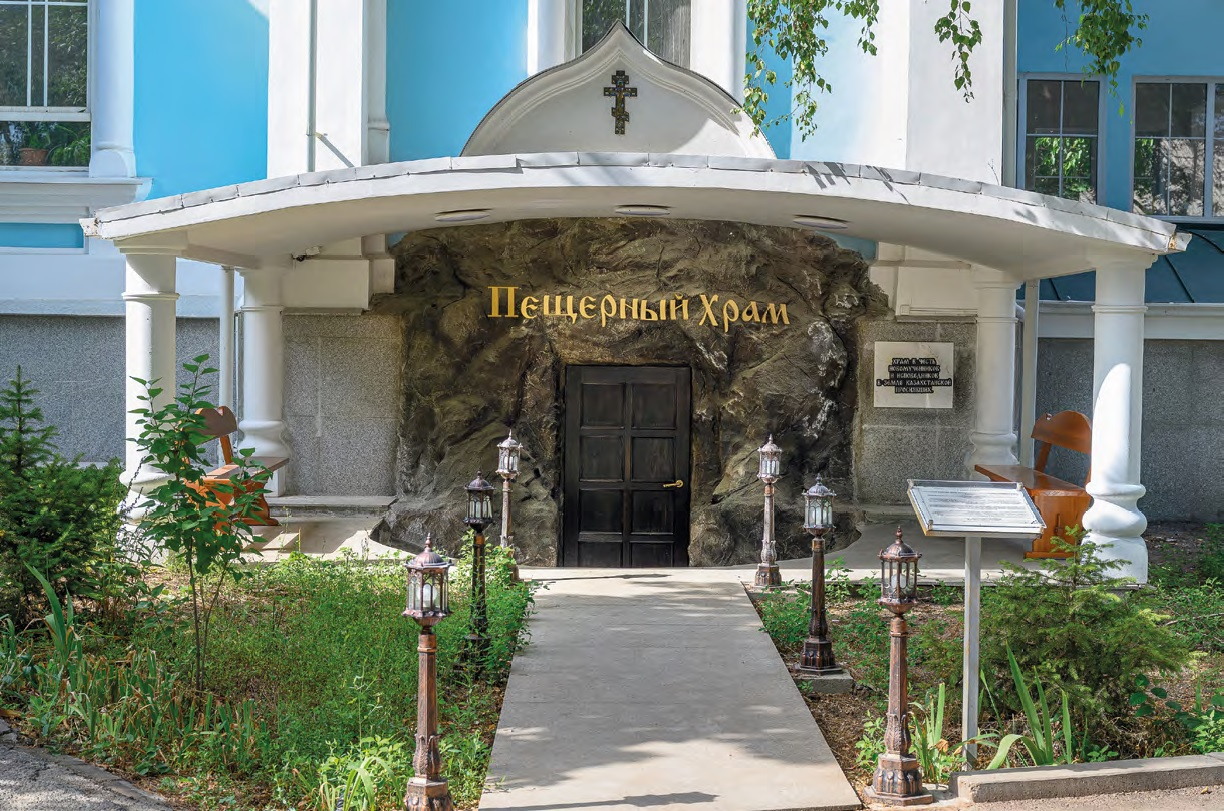
Вход в подземный пещерный храм Казанского собора города Алматы

Демонтаж пола во времена реконструкции 2021 года, с выравниванием и устранением подвижности досок, послужил причиной уникальной находки. По словам отца-настоятеля протоиерея Сергия, в момент, когда решено было вскрыть полы, чудесным образом были обнаружены таинственные подземные помещения – пещерный храм. Свидетельств того, что подземное чудо было опечатано и не видело посетителей с начала 20 века, было несколько. Это находки, датируемые временами царской России: утварь, одежда, гвозди и кирпичи с царскими печатями, а также удививший всех запах овощей. Дело в том, что, по данным многих источников, в 30-е годы прошлого века, когда храм был закрыт, здесь хранили овощи.
Было принято решение устроить в них подземную церковь, по подобию пещерных храмов в Киево-Печерской лавре, Успенской Почаевской лавре и Псково-Печорском монастыре. Это первый и единственный на сегодняшний день подземный храм в Казахстане. Он посвящен новомученикам и исповедникам Казахстанским, а сами пещеры по сути – уникальная святыня, подаренная Свыше верующим.
В уникальном подземном храме созданы особые часовни в память шести всемирно известных православных монастырей. В часовнях установлены иконы и ковчеги с мощами почитаемых святых, связанных с этими монашескими обителями. Каждый посетитель подземного храма сможет помолиться перед Голгофским Крестом, мощами Иоанна Рыльского (Болгария), преподобных Амвросия и Нектария Оптинских (Россия), святителей Василия Великого, Григория Богослова, Иоанна Златоуста (Греция) и новомучеников и исповедников Казахстанских.
Предполагается, что тайная комната под алтарём, где был установлен иконостас, использовался для совершения церковных таинств во времена советских гонений на церковь. Документов или свидетельств этому факту не сохранилось, ведь о существовании этих комнат до 2021 года не знали даже служащие Свято-Казанского собора.

## Чудесное обретение поклонного креста

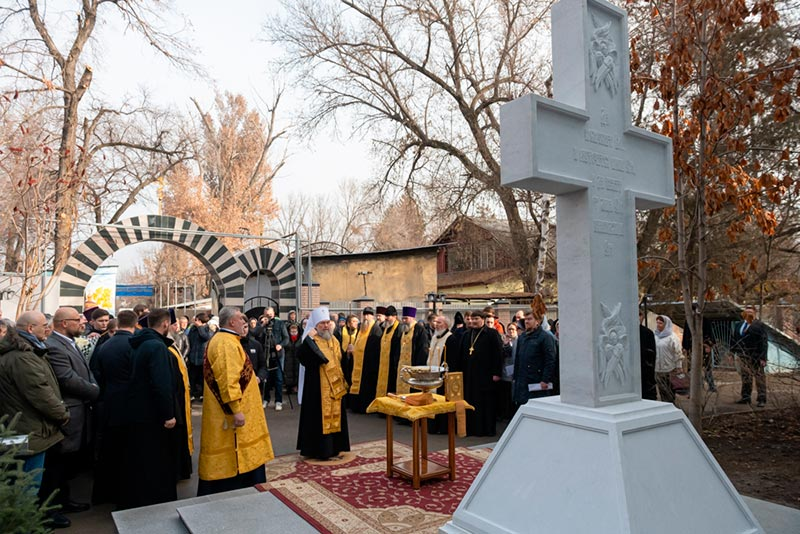
Освящение поклонного креста митрополитом Астанайским и Казахстанским Александром 25.12.21

25 декабря 2021 года у храма был установлен поклонный крест из цельного массива белого мрамора в честь подвига священномученика иерея Парфения Красивского, на месте, где он принял мученическую смерть. У данного креста есть чудесная история его получения.
Белый мрамор, из которого выполнен крест, добывают только в одном месте в мире – это Коелгинское месторождение в Челябинской области на Урале. Изготовители креста сообщили: «Из-за обилия заказов ждать придется не менее двух лет».
Тем не менее, строительной группе было сказано подготовить площадку-фундамент для размещения поклонного креста. Несмотря на непонимание, для чего фундамент устанавливать заранее за 2 года до доставки креста, было принято решение делать площадку для размещения будущего памятного знака и заложили фундамент. Как оказалось, это решение было необычайно верным: всего через несколько дней раздался звонок из Коелги. На другом конце провода сообщили, что по непонятным причинам заказчик из Европы, для которого они изготовили практически такой же крест, отказался от монумента. И теперь Казанский собор может забрать мраморный памятник себе.
Собор сразу согласился забрать крест, однако впереди ждала еще одна неожиданность. Крест погрузили в фуру, которая отправилась до Алматы. Машина успела пересечь границу России и Казахстана буквально за сутки до закрытия на карантин. Фура с крестом была одной из последний машин, которую пустили через границу перед импортно-экспортными ограничениями в период пандемии Covid-19.
Привезли поклонный крест в начале декабря 2021 года, после чего погода в Казахстане резко испортилась, начался такой интенсивный снегопад, что, по словам водителей, они бы еще несколько недель не смогли привезти крест в храм.
Крест, который на момент лета 2021 года ожидали встретить в храме в лучшем случае к началу 2024, обрёл своё место в Свято-Казанском соборе в декабре 2021 благодаря серии необъяснимых счастливых совпадений.

## Водосвятная купель

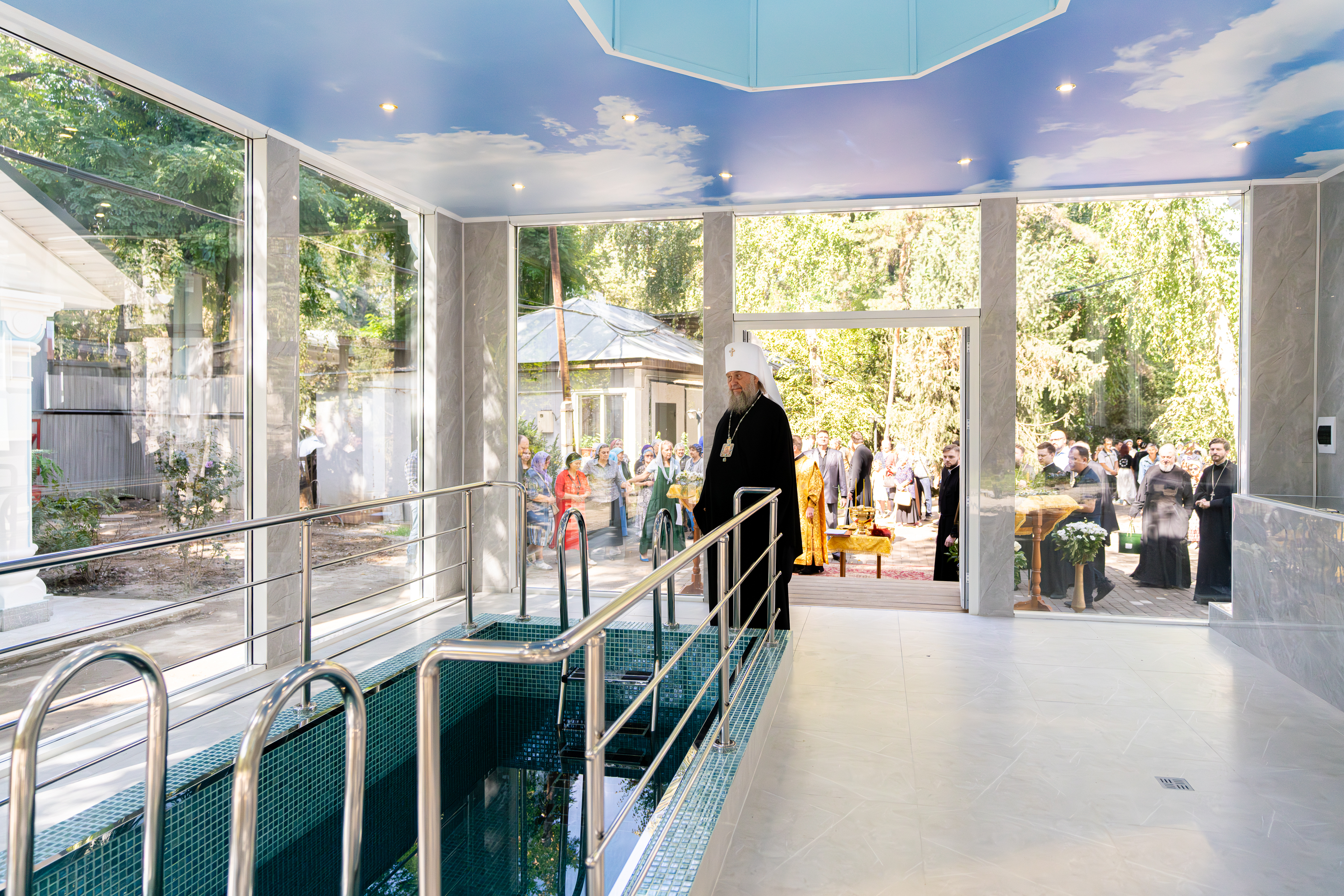
Митрополит Астанайский и Казахстанский Александр на открытии и освящении уникальной купели в старейшем храме Алматы - Свято-Казанском соборе - 04-09-23

В 2023 году при Казанском соборе создана уникальная водосвятная часовня-купель для крещения. Купель площадью площадь 36м² подходит для крещения взрослых, а также является единственной всесезонной купелью с тёплым полом в Алматы, где можно проводить таинство крещения даже в сильный мороз. Кроме Свято-Казанского собора, ближайшая всесезонная купель находится в поселке Космос, расположенном в 56 км от мегаполиса. С 2023 года алматинцы могут совершать погружение в городской черте. 3 сентября 2023 года купель-часовню торжественно освятил митрополит Астанайский и Казахстанский Александр.
Купель освящена в честь преподобного старца Севастиана Карагандинского, одного из небесных заступников казахстанской земли. Он причислен к лику святых новомучеников и исповедников Церкви Русской на Юбилейном Архиерейском соборе в августе 2000 года для общецерковного почитания. На сегодняшний день, водосвятная купель при Свято-Казанском соборе – это единственное место в Алматы в честь Севастиана Карагандинского.

## Парк сказаний народов Казахстана

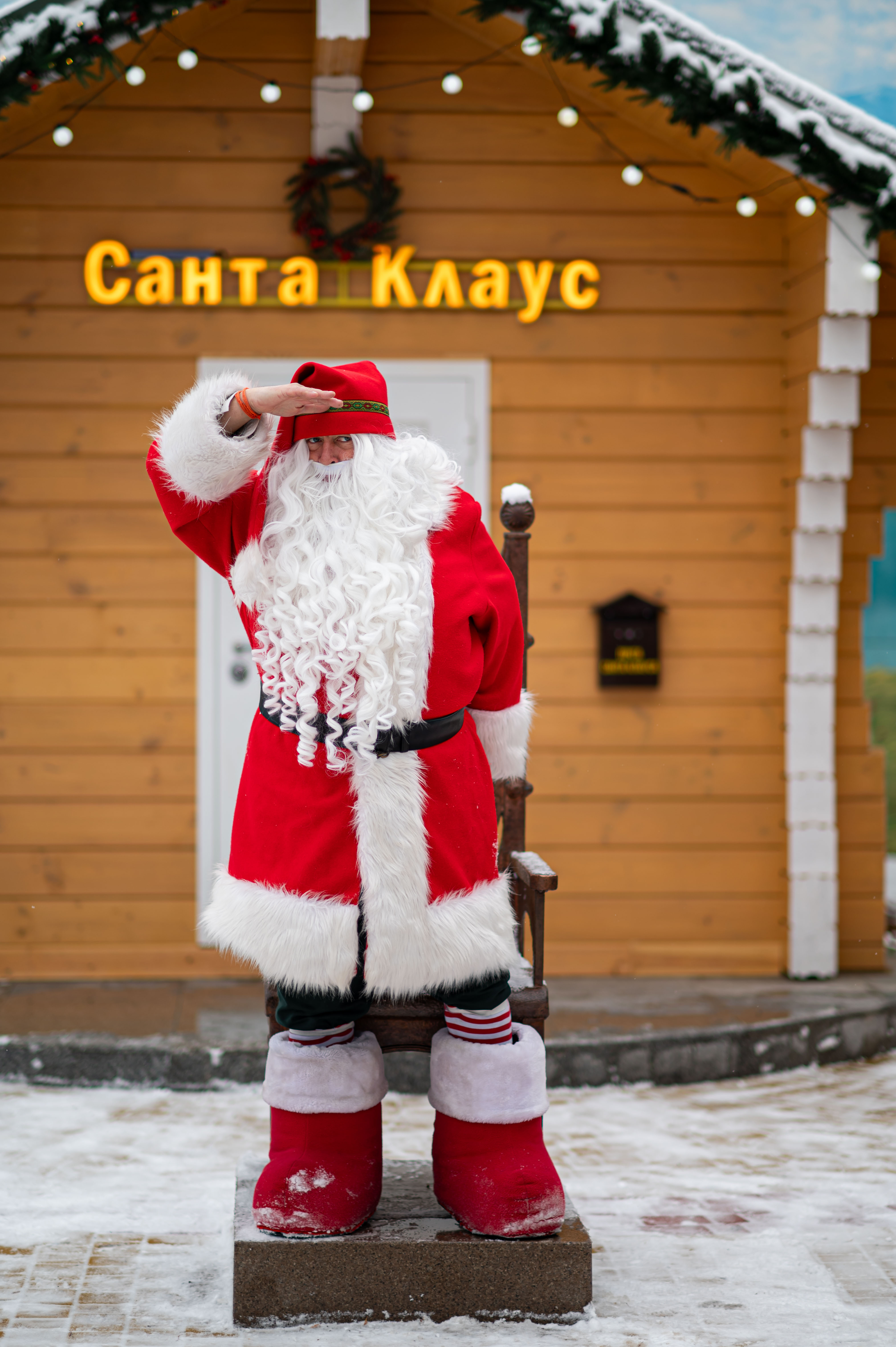
Резиденция Санта-Клауса в Парке сказаний народов Казахстана

В декабре 2023 года на территории вблизи Собора открылся Парк сказаний народов Казахстана. На площади в 3000 м² разместился сад культуры и отдыха с цветущими кустарниками, розами, фонтаном и искусственным прудом, в который запустили рыб.
В Парке сказаний выделяют 3 основных достопримечательности:
1. Многолетние дубы, высаженные здесь более 150 лет назад еще в эпоху Верного и сохраненные при облагораживании территории. Некоторые дубы на территории парка тяжело охватить даже троим людям. Дубы здесь – одни из самых крупных и старейших дубов Алматы.
2. Скульптурные фигуры персонажей из наиболее известных сказок народов, проживающих на территории Казахстана. Все фигуры отлиты из бронзы. Скульптур всего 13, это: «Алдар Косе», «Кунекей Кыз», «Ходжа Насреддин», «Чин Тимур», «Маша и Медведь», «Хасан и Ахмед», «Персей», «Заяц и черепаха», «Золотая рыбка», «Пацюк», «Гензель и Гретель», «Тевье Молочник» и трон Санта Клауса. Автор сказочных фигур – Павел Иванович Шорохов – известный казахстанский скульптор и один из самых востребованных мастеров станковой, монументальной, мемориальной и парковой скульптуры Казахстана.
3. Единственная в Казахстане резиденция Санта Клауса. Резиденция представляет собой деревянный брусовой дом. В новогодний сезон в резиденции сидит сам Санта Клаус. Здесь можно написать записку с просьбой, адресованной Святителю Николаю, оставить детское письмо с пожеланиями на Новый год и Рождество, приобрести сувенир на память и загадать желание. К праздникам, особенно к Святкам и Рождеству, возле дома Санта Клауса проходят чудесные ярмарки подарков. Резиденция Санта-Клауса функционирует с 14 декабря по 31 января.

В парке регулярно проводятся светские и православные события, а также народные гуляния в даты государственных и национальных праздников. Это такие мероприятия, как: Наурыз, День Святой Троицы, Разговоры по душам: История Свято-Казанского собора. Организаторы мероприятий в парке выкладывают актуальное расписание на странице Парка сказаний народов Казахстана в Instagram. Парк открыт для свободного посещения ежедневно с 8:00 до 19:00, вход бесплатный.

## Святыни Собора

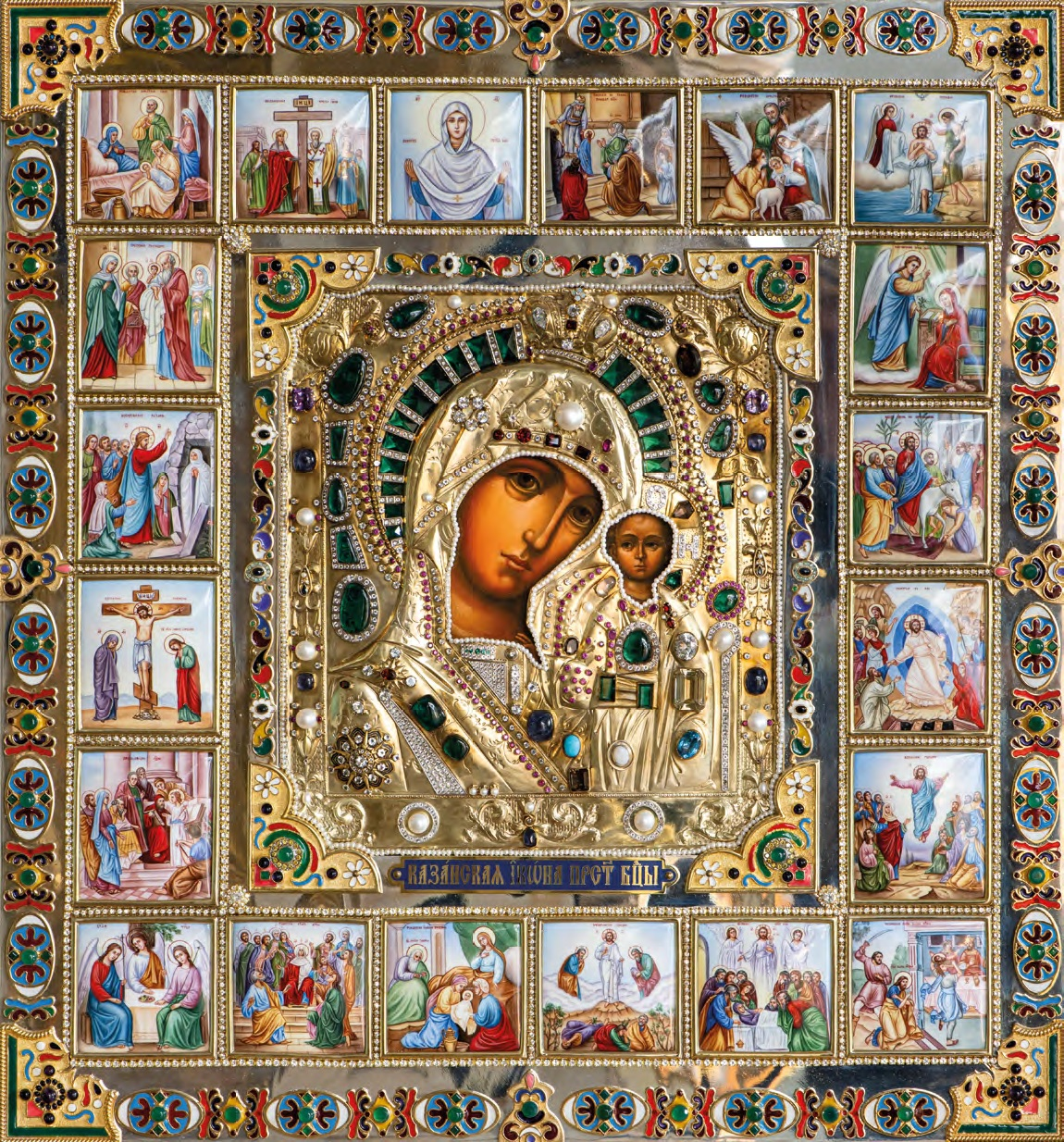
Список с Казанской чудотворной иконы Божией Матери 2021 Свято-Казанский собор Алматы

- Казанская икона Божией Матери XVII века, что один из самых древних и почитаемых списков с чудотворной Казанской иконы. Подарена Свято-Казанскому храму в 1967 году митрополитом Иосифом Черновым
- Казанская икона Божией Матери XIX века. Похищенная в 1904 году была возвращена в храм самим похитителем после явления ему Богородицы
- Список с Казанской чудотворной иконы Божией Матери, специально созданный для Казахстана и освященный у древнего образа в городе Казани, в 2021 году доставили в Алматы. Казанская икона Божией Матери для Казахстана – точный список с ватиканского» образа Пресвятой Богородицы, который находится в одноименном соборе города Казань. Список выполнен в тех же размерах и помещен в золоченую ризу, украшенную драгоценными камнями.
- Икона «Единоро́дный Сы́не». Уникальная икона XVIII века, выполненная в каноническом стиле, она имеет крайне редкий сюжет, описывает тайну воплощения Господа Иисуса Христа и соединения в Нем Божественной и человеческой природы
- Антиохийская икона Божией Матери. На иконе изображена Богоматерь с Богомладенцем, которого Она поддерживает обеими руками. На обратной стороне есть надпись, которая гласит, что икона написана на святой горе Афон и преподнесена в дар первому Казанскому храму Малостаничной церкви города Верного. Датируется 1889 годом.
- Икона с частицей мощей святого апостола Андрея Первозванного
- Икона с частицей мощей мученицы Кириакии. Мощи святок мученицы Кириакии с 1970-х годов находились на престоле в Казанском храме. История их появления здесь неизвестна. Образ создан в Свято-Троицкой Сергиевой лавре, в традициях средневековой иконописи
- Икона с частицей мощей священноисповедника Николая, митрополита Алма-Атинского и Казахстанского, возродившего духовную жизнь в Алма-Ате в послевоенные годы
- Казанская икона Божией Матери (1947). Ранее икона являлась главным храмовым образом. В послевоенные годы, когда храм отдали верующим, знаменитый живописец Роман Ардатов написал эту икону для Казанского собора. Освятил её в 1947 году митрополит Алма-Атинский и Казахстанский Николай, который ныне причислен к лику святых. Сейчас образ ожидает своей научной реставрации, после которой он займет место в центральной части собора
- Икона святителей Христовых Василия Великого, Григория Богослова и Иоанна Златоуста. Внесена в храм 2 июня 2023 года. Обрела своё место в пещерном храме
- Икона новомучеников и исповедников Казахстанских. Внесена в храм 2 июня 2023 года. Обрела своё место в пещерном храме
- Мощи святого Иоанна Рыльского (Болгария)
- Ковчег с мощами преподобных Амвросия и Нектария Оптинских (Россия)
- Мощи святителя Василия Великого (Греция)
- Мощи святителя Григория Богослова (Греция)
- Мощи святителя Иоанна Златоуста (Греция)
- В приделе Свято-Успенской Киево-Печерской лавры находится ковчег с мощами угодников Божиих: схиархиепископа Антония Нового (Абашидзе), преподобных Илии Муромца, Марка Гробокопателя, Никона Печерского, Нестора Летописца, Иоанна Постника и Николы Святоши, князя Черниговского, мучеников Василия и Феодора
- В приделе, посвященном Свято-Успенской Почаевской Лавре, находится ковчег с мощами преподобных Иов Почаевский и Амфилохия Почаевских
- В приделе, посвященном монастырю святой Екатерины на горе Синай и отшельникам египетским, пребывает ковчег с мощами великомученицы Екатерины и преподобных Иоанна Лествичника (был настоятелем монастыря святой Екатерины), Антония Великого, Макария Великого и Марии Египетской (Египет)
- Распятие Господа Иисуса Христа с предстоящими, изготовленное в Санкт-Петербурге примерно в 1903 – 1905 годах специально для строящегося тогда Вознесенского собора в Верном. Как оказалось в Казанском храме и пережило времена гонений, неизвестно.